# Young Dumb Thrills
Young Dumb Thrills  es el séptimo álbum de estudio del grupo británico McFly. Es su primer álbum de estudio desde 2010, el disco se lanzó el 13 de noviembre de 2020, y es el primero con el sello discográfico BMG. El tema «Wild and Young» inicialmente iba a ser lanzado como parte del álbum debut en solitario de Danny Jones, pero finalmente se usó para el disco regreso de McFly. El álbum se divulgó con los temas «Happiness» y «Tonight Is the Night», y el sencillo promocional «Growing Up» con Mark Hoppus.

## Antecedentes
En noviembre de 2010, McFly lanzó su quinto álbum de estudio, Above the Noise, que se convirtió en su álbum con las listas más bajas del Reino Unido. Esto fue seguido por un álbum recopilatorio, Memory Lane: The Best of McFly, en noviembre de 2012. En 2013, el sexto álbum de estudio de McFly quedó en suspenso cuando se unieron a Matt Willis y James Bourne de Busted para formar el supergrupo McBusted. Después de dos años de gira y un álbum homónimo (2014), Willis y el excompañero de banda de Bourne, Charlie Simpson, acordaron regresar a Busted, poniendo fin a McBusted.
El 3 de julio de 2020, McFly anunció The Lost Songs, una colección de grabaciones de demostración y su primera colección de material inédito en casi una década. Ese mismo mes, la banda reveló que su tan esperado sexto álbum de estudio se llamaría Young Dumb Thrills , y también anunció «Happiness» como su sencillo principal.

## Lista de canciones
| N.º   | Título                             | Escritor(es)                                                                                        | Productor(es)         | Duración |  |
| 1.    | «Happiness»                        | Tom Fletcher, Danny Jones, Dougie Poynter, Harry Judd, Jordan Cardy, Jason Perry y Oberdan Oliveira | Jason Perry           | 3:14     |  |
| 2.    | «Another Song About Love»          | Fletcher, Jones, Poynter, Judd y Perry                                                              | Jones y Perry         | 2:59     |  |
| 3.    | «You're Not Special»               | Fletcher, Jones, Poynter y Judd                                                                     | Jones y Perry         | 3:25     |  |
| 4.    | «Head Up»                          | Fletcher, Jones, Poynter, Judd, Perry y Cardy                                                       | Jones y Perry         | 3:46     |  |
| 5.    | «Tonight Is the Night»             | Fletcher, Jones, Poynter, Judd, Perry y Cardy                                                       | Jones y Perry         | 3:56     |  |
| 6.    | «Young Dumb Thrills» (con Rat Boy) | Fletcher, Jones, Poynter, Judd, Perry, Cardy y Todd Dorigo                                          | Jones y Perry         | 4:10     |  |
| 7.    | «Growing Up» (con Mark Hoppus)     | Fletcher, Jones, Poynter, Judd, Perry, Cardy y Mark Hoppus                                          | Jones, Perry y Hoppus | 2:48     |  |
| 8.    | «Mad About You»                    | Fletcher, Jones, Poynter, Judd y Cardy                                                              | Jones y Perry         | 4:54     |  |
| 9.    | «Sink or Sing»                     | Fletcher, Jones, Poynter y Judd                                                                     | Jones y Perry         | 3:31     |  |
| 10.   | «Like I Can»                       | Fletcher, Jones, Poynter y Judd                                                                     | Jones y Perry         | 3:01     |  |
| 11.   | «Wild and Young»                   | Fletcher, Jones, Poynter, Judd, Jake Gosling, Chris Leonard y Zachary Pajak                         | Jones y Perry         | 3:56     |  |
| 12.   | «Not the End»                      | Fletcher, Jones, Poynter y Judd                                                                     | Jones y Perry         | 5:25     |  |
| 45:06 |                                    | |                       |          |  |

## Posicionamiento en listas
| Listas (2020)     | Mejor posición |
| ----------------- | -------------- |
| Escocia (OCC)     | 4              |
| Irlanda (IRMA)    | 23             |
| Reino Unido (OCC) | 2              |